# Dastar
En dastar (punjabi: ਦਸਤਾਰ, dastār, fra persisk: دستار) eller pagṛi (punjabi: ਪਗੜੀ) er en obligatorisk hovedbeklædning for sikher. Dastar er meget klart forbundet med sikhisme, og er en vigtig del af sikh-kulturen. At iføre sig en sikh-turban er obligatorisk for alle amritdhari (døbte) sikher (også kendt som khalsa).
Blandt sikher, er dastar en trosgenstand, der repræsenterer ære, selvrespekt, mod, åndelighed og fromhed. Khalsa-sikher, der pryder sig med de fem k'er, bærer til dels dastar for at dække deres lange, uklippede hår (kesh). Dastaren identificeres for det meste med sikh mænd, selv om nogle sikh kvinder også bærer den. Khalsa-sikher anser dastaren som en vigtig del af den unikke sikh identitet. De er let genkendelige med deres særprægede dastar.